# Johan Fridrich Frisendorph
Johan Fridrich Frisendorph, 2:a baronet, född 1657, död 1725, var en svensk friherre, tysk-romersk riksfriherre, engelsk baronet och militär.

## Biografi
Johan Fridrich Frisendorph var löjtnant vid Livregementet till häst. Han var son till diplomaten och hovrådet Johan Fredrik von Friesendorff, 1:a baronet. Vid dennes död 1669 fick Johan Fridrich som äldste son ärva sin fars engelska baronetskap. Det erkändes dock inte officiellt då han bodde i Sverige. (Det skulle dröja ända till 2018 tills den 11:e baroneten von Friesendorff skulle inskrivas i Official Roll of the Baronetage.) Den 16 november 1705 upphöjdes han till friherre av kung Karl XII i Högkvarteret Blonie i Polen tillsammans med sina bröder, envoyén vid kurfurstliga hannoverska hovet, riksfriherren Carl Gustaf Friesendorff och korpralen vid Livdrabantkåren, riksfriherren Magnus Gabriel Frisendorph. Ätten introducerades som nummer 200 den 19 juni 1731 under namnet von Friesendorff.
Johan Fridrich Frisendorphs ättegren utgick på svärdssidan 1829 med löjtnant Fredrik Reinhold von Friesendorff, 6:e baronet som hade immatrikulerats på Finlands riddarhus 1818 under nummer 11 bland friherrar. Sålunda slöts även ätten i Finland på svärdssidan med honom.